# 歐陽重
歐陽重（1483年—1553年），字子重，號三厓，江西承宣布政使司吉安府廬陵縣（今江西省吉安市）人，明朝政治人物、進士出身。

## 生平
二十二岁中弘治甲子（1504年）江西乡试第十八名舉人，正德三年（1508年），登戊辰科会试一百三十三名，廷试第五名進士，授刑部浙江司主事。掌權內璫劉瑾之兄去世，百官都前往弔唁，唯獨歐陽重不去。張銳、錢寧掌廠衞，接連逮捕官員士紳入獄，歐陽重皆力爭反對。此後張銳藉其他事情逮捕其入獄，贖杖還職，仍停俸。
此後歐陽重歷任刑部山西司郎中，十一年二月奉命审録浙江重囚，進階奉直大夫，十四年三月升四川按察司副使，十六年十一月提督學政，以母忧去职。服除，起补雲南提學副使。嘉靖六年（1527年）六月遷浙江按察使，未赴任，十一月拜為都察院右僉都御史、总理粮储兼巡抚应天等府；恰逢雲南土酋安銓、鳳朝文謀反，朝廷商議歐陽重瞭解雲南，遂改為雲南巡撫。其在任期間，很快就平撫叛亂。之後他振貧乏，輕傜役、稅金，規畫鹽鐵商稅、屯田諸務，百姓為之稱讚。此後他還反對中官採辦大理石，節省朝廷費用。后因雲南鎮守太監杜唐、黔國公沐紹勛勾結張璁，彈劾歐陽重，調外任。
歐陽重聽聞御史王化劾其為桂萼黨，其非常生氣，上疏陳辨，請錄大禮議被逐諸臣，而自乞褫職。之後又稱張璁為奸佞，不宜在左右。明世宗則以歐陽重失職怨望，嘉靖九年（1530年）二月黜為民。此後二十多年中，言官交相舉薦，竟不召用。嘉靖三十二年卒，年七十一。

## 家族
曾祖歐陽用堅。祖歐陽元器。父歐陽在衡。母蕭氏，具庆下，兄弼、弟超。

## 延伸阅读
[在维基数据编辑]
 《國朝獻徵錄·卷之六十三》，出自焦竑《國朝獻徵錄》
 《明史卷二百〇三》，出自《明史》